# لوزنیسا
لوزنیتسا (صربی: Лозница، تلفظ [lǒznit͡sa]) شهری به مساحت ۶۱۲ کیلومتر مربع در استان زنتراصربین کشور صربستان است که جمعیت آن در سال ۲۰۰۶ میلادی ۲۰٫۳۵۵ نفر بوده‌است.

## جستارهای وابسته

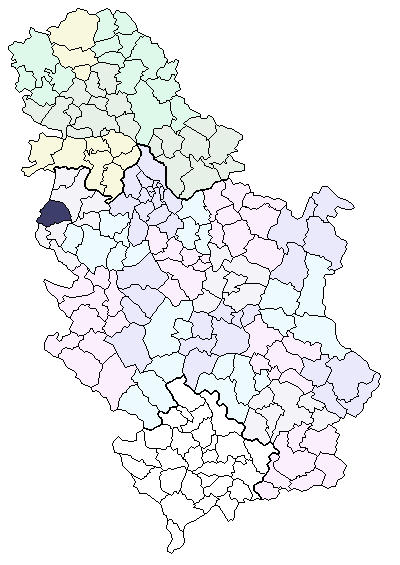